# Xã Boone, Quận Wright, Iowa
Xã Boone (tiếng Anh: Boone Township) là một xã thuộc quận Wright, tiểu bang Iowa, Hoa Kỳ. Năm 2010, dân số của xã này là 119 người.